# Publi Eli Lígur
Publi Eli Lígur (en llatí Publius Aelius P.f. Ligus), va ser un magistrat romà del segle ii aC. Formava part de la gens Èlia, una gens romana d'origen plebeu.
Possiblement va ser pretor l'any 175 aC, i tres anys més tard, el 172 aC, va ser cònsol. Va obtenir Ligúria com a província, on va rebre segurament el seu cognomen. El seu consolat va ser notable, ja que tant ell com el seu col·lega Gai Popil·li Laenes eren d'origen plebeu, cosa que passava per primera vegada.
Tot l'any del seu consolat va estar marcat per les discussions amb el senat ja que Popil·li Laenes va oposar-se a una decisió del senat que condemnava el comportament del seu germà Marc Popil·li Laenes durant el seu mandat a Ligúria l'any anterior.
L'any 167 aC Publi Eli Lígur va formar part d'una comissió de cinc membres enviats a Il·líria per a acordar, amb el pretor Luci Anici Gal les condicions de pau amb els il·liris.